# Кустра Петро Васильович
Петро Васильович Кустра (30 червня 1933, місто Тернопіль, Польща, тепер Тернопільської області — 28 квітня 2008, місто Тернопіль) — український радянський діяч, слюсар-інструментальник Тернопільського виробничого об'єднання «Ватра», Герой Соціалістичної Праці (31.03.1981). Депутат Верховної Ради УРСР 11-го скликання.

## Біографія
Закінчив неповну середню школу.
З 1952 року — тесляр Тернопільського будівельного управління. Служив у Радянській армії.
У 1960—1997 роках — учень слюсаря, слюсар-інструментальник заводу «Світлоприлад» Тернопільського виробничого об'єднання «Ватра» імені 60-річчя Радянської України.
Освіта середня. Закінчив вечірню середню школу в місті Тернополі.
Член КПРС з 1966 року.
З 1997 року — на пенсії в місті Тернополі.

## Нагороди
- Герой Соціалістичної Праці (31.03.1981)
- два ордени Леніна (20.04.1971, 31.03.1981)
- орден Трудового Червоного Прапора (10.03.1976)
- медалі